# Tell Mama
Tell Mama é o setimo álbum de estúdio da cantora americana Etta James.

## Faixas
1. "Tell Mama"
2. "I'd Rather Go Blind"
3. "Watch Dog"
4. "The Love of My Man"
5. "I'm Gonna Take What He's Got"
6. "The Same Rope"
7. "Security"
8. "Steal Away"
9. "My Mother in Law"
10. "Don't Lose Your Good Thing"
11. "It Hurst Me So Much"
12. "Just A Little Bit"